# جام جهانی والیبال مردان ۱۹۷۷
اف‌آی‌وی‌بی جام جهانی والیبال مردان ۱۹۷۷ سومین دوره از جام جهانی مردان می‌باشد که از ۱۷ تا ۲۹ نوامبر ۱۹۷۷ در ژاپن برگزار گردید.
جام جهانی از نقطه‌ای که تصمیم بر برگزاری رقابت‌ها در ژاپن گرفته شد، به اوج پیشرفت خود دست رسید. این تورنمنت با شکل جدید برای نخستین بار در ۱۹۷۷ برگزار شد و حضور رقبای مختلف از سراسر جهان بیشترین تنوع تا آن زمان را ایجاد کرده بود. تنها سه تیم شرکت‌کننده از اروپا بودند. اتحاد جماهیر شوروی دومین عنوان قهرمانی خود در جام جهانی را به دست آورد.

## دور یکم

### گروه A
- میزبان:  فوکوئوکا، ژاپن

|      |                     |          | مسابقات | مسابقات | ست‌ها | ست‌ها | ست‌ها  | امتیازها | امتیازها | امتیازها |
| رتبه | تیم                 | امتیازها | برد     | باخت    | برد  | باخت | نسبت  | برد      | باخت     | نسبت     |
| ---- | ------------------- | -------- | ------- | ------- | ---- | ---- | ----- | -------- | -------- | -------- |
| ۱    | ژاپن                | ۴        | ۲       | ۰       | ۶    | ۲    | ۳٫۰۰۰ | ۱۱۳      | ۷۵       | ۱٫۵۰۷    |
| ۲    | برزیل               | ۳        | ۱       | ۱       | ۵    | ۳    | ۱٫۶۶۷ | ۹۹       | ۹۱       | ۱٫۰۸۸    |
| ۳    | ایالات متحده آمریکا | ۲        | ۰       | ۲       | ۰    | ۶    | ۰٫۰۰۰ | ۴۴       | ۹۰       | ۰٫۴۸۹    |

### گروه B
- میزبان:  تویاما، ژاپن

|      |        |          | مسابقات | مسابقات | ست‌ها | ست‌ها | ست‌ها  | امتیازها | امتیازها | امتیازها |
| رتبه | تیم    | امتیازها | برد     | باخت    | برد  | باخت | نسبت  | برد      | باخت     | نسبت     |
| ---- | ------ | -------- | ------- | ------- | ---- | ---- | ----- | -------- | -------- | -------- |
| ۱    | لهستان | ۴        | ۲       | ۰       | ۶    | ۱    | ۶٫۰۰۰ | ۹۷       | ۵۸       | ۱٫۶۷۲    |
| ۲    | چین    | ۳        | ۱       | ۱       | ۴    | ۳    | ۱٫۳۳۳ | ۸۰       | ۶۸       | ۱٫۱۷۶    |
| ۳    | کانادا | ۲        | ۰       | ۲       | ۰    | ۶    | ۰٫۰۰۰ | ۳۹       | ۹۰       | ۰٫۴۳۳    |

### گروه C
- میزبان:  ساپورو، ژاپن

|      |                    |          | مسابقات | مسابقات | ست‌ها | ست‌ها | ست‌ها  | امتیازها | امتیازها | امتیازها |
| رتبه | تیم                | امتیازها | برد     | باخت    | برد  | باخت | نسبت  | برد      | باخت     | نسبت     |
| ---- | ------------------ | -------- | ------- | ------- | ---- | ---- | ----- | -------- | -------- | -------- |
| ۱    | اتحاد جماهیر شوروی | ۴        | ۲       | ۰       | ۶    | ۰    | MAX   | ۹۰       | ۵۰       | ۱٫۸۰۰    |
| ۲    | کرهٔ جنوبی          | ۳        | ۱       | ۱       | ۳    | ۳    | ۱٫۰۰۰ | ۸۷       | ۶۸       | ۱٫۲۷۹    |
| ۳    | مکزیک              | ۲        | ۰       | ۲       | ۰    | ۶    | ۰٫۰۰۰ | ۴۱       | ۹۰       | ۰٫۴۵۶    |

### گروه D
- میزبان:  سندای، ژاپن

|      |           |          | مسابقات | مسابقات | ست‌ها | ست‌ها | ست‌ها  | امتیازها | امتیازها | امتیازها |
| رتبه | تیم       | امتیازها | برد     | باخت    | برد  | باخت | نسبت  | برد      | باخت     | نسبت     |
| ---- | --------- | -------- | ------- | ------- | ---- | ---- | ----- | -------- | -------- | -------- |
| ۱    | کوبا      | ۴        | ۲       | ۰       | ۶    | ۱    | ۶٫۰۰۰ | ۹۶       | ۴۷       | ۲٫۰۴۳    |
| ۲    | بلغارستان | ۳        | ۱       | ۱       | ۴    | ۳    | ۱٫۳۳۳ | ۸۰       | ۶۴       | ۱٫۲۵۰    |
| ۳    | مصر       | ۲        | ۰       | ۲       | ۰    | ۶    | ۰٫۰۰۰ | ۲۵       | ۹۰       | ۰٫۲۷۸    |

#### نتایج
| ۱۷. نوامبر | برزیل | ایالات متحده آمریکا | ۳:۰ |
| ۱۸. نوامبر | ژاپن  | ایالات متحده آمریکا | ۳:۰ |
| ۱۹. نوامبر | ژاپن  | برزیل               | ۳:۲ |

| ۱۷. نوامبر | چین    | کانادا | ۳:۰ |
| ۱۸. نوامبر | لهستان | کانادا | ۳:۰ |
| ۱۹. نوامبر | لهستان | چین    | ۳:۱ |

| ۱۷. نوامبر | اتحاد جماهیر شوروی | کره جنوبی | ۳:۰ |
| ۱۸. نوامبر | کره جنوبی          | مکزیک     | ۳:۰ |
| ۱۹. نوامبر | اتحاد جماهیر شوروی | مکزیک     | ۳:۰ |

| ۱۷. نوامبر | کوبا      | بلغارستان | ۳:۱ |
| ۱۸. نوامبر | کوبا      | مصر       | ۳:۰ |
| ۱۹. نوامبر | بلغارستان | مصر       | ۳:۰ |

## دور دوم

### گروه E
- میزبان:  هیروشیما، ژاپن

|      |           |          | مسابقات | مسابقات | ست‌ها | ست‌ها | ست‌ها  | امتیازها | امتیازها | امتیازها |
| رتبه | تیم       | امتیازها | برد     | باخت    | برد  | باخت | نسبت  | برد      | باخت     | نسبت     |
| ---- | --------- | -------- | ------- | ------- | ---- | ---- | ----- | -------- | -------- | -------- |
| ۱    | کوبا      | ۶        | ۳       | ۰       | ۹    | ۳    | ۳٫۰۰۰ | ۱۶۷      | ۱۴۱      | ۱٫۱۸۴    |
| ۲    | ژاپن      | ۵        | ۲       | ۱       | ۸    | ۶    | ۱٫۳۳۳ | ۱۵۹      | ۱۳۸      | ۱٫۱۵۲    |
| ۳    | چین       | ۴        | ۱       | ۲       | ۶    | ۶    | ۱٫۰۰۰ | ۱۴۹      | ۱۳۷      | ۱٫۰۸۸    |
| ۴    | کرهٔ جنوبی | ۳        | ۰       | ۳       | ۱    | ۹    | ۰٫۱۱۱ | ۱۰۳      | ۱۶۲      | ۰٫۶۳۶    |

### گروه F
- میزبان:  ناگویا، ژاپن

|      |                    |          | مسابقات | مسابقات | ست‌ها | ست‌ها | ست‌ها  | امتیازها | امتیازها | امتیازها |
| رتبه | تیم                | امتیازها | برد     | باخت    | برد  | باخت | نسبت  | برد      | باخت     | نسبت     |
| ---- | ------------------ | -------- | ------- | ------- | ---- | ---- | ----- | -------- | -------- | -------- |
| ۱    | لهستان             | ۶        | ۳       | ۰       | ۹    | ۴    | ۲٫۲۵۰ | ۱۷۷      | ۱۲۶      | ۱٫۴۰۵    |
| ۲    | اتحاد جماهیر شوروی | ۵        | ۲       | ۱       | ۸    | ۴    | ۲٫۰۰۰ | ۱۵۹      | ۱۲۹      | ۱٫۲۳۳    |
| ۳    | برزیل              | ۴        | ۱       | ۲       | ۴    | ۶    | ۰٫۶۶۷ | ۱۰۳      | ۱۲۱      | ۰٫۸۵۱    |
| ۴    | بلغارستان          | ۳        | ۰       | ۳       | ۲    | ۹    | ۰٫۲۲۲ | ۹۴       | ۱۵۷      | ۰٫۵۹۹    |

#### نتایج
| ۲۲. نوامبر | ژاپن | چین       | ۳:۲ |
|            | کوبا | کره جنوبی | ۳:۰ |
| ۲۳. نوامبر | ژاپن | کره جنوبی | ۳:۱ |
|            | کوبا | چین       | ۳:۱ |
| ۲۴. نوامبر | چین  | کره جنوبی | ۳:۰ |
|            | کوبا | ژاپن      | ۳:۲ |

| ۲۲. نوامبر | لهستان             | بلغارستان          | ۳:۲ |
|            | اتحاد جماهیر شوروی | برزیل              | ۳:۰ |
| ۲۳. نوامبر | لهستان             | برزیل              | ۳:۱ |
|            | اتحاد جماهیر شوروی | بلغارستان          | ۳:۱ |
| ۲۴. نوامبر | برزیل              | بلغارستان          | ۳:۰ |
|            | لهستان             | اتحاد جماهیر شوروی | ۳:۲ |

## دور نهایی

### مسابقات برای مکان‌های ۱۲–۹
- میزبان:  ساپورو، ژاپن

|      |                     |          | مسابقات | مسابقات | ست‌ها | ست‌ها | ست‌ها  | امتیازها | امتیازها | امتیازها |
| رتبه | تیم                 | امتیازها | برد     | باخت    | برد  | باخت | نسبت  | برد      | باخت     | نسبت     |
| ---- | ------------------- | -------- | ------- | ------- | ---- | ---- | ----- | -------- | -------- | -------- |
| ۹    | مکزیک               | ۶        | ۳       | ۰       | ۹    | ۱    | ۹٫۰۰۰ | ۱۵۳      | ۸۴       | ۱٫۸۲۱    |
| ۱۰   | ایالات متحده آمریکا | ۵        | ۲       | ۱       | ۶    | ۴    | ۱٫۵۰۰ | ۱۲۴      | ۱۰۲      | ۱٫۲۱۶    |
| ۱۱   | مصر                 | ۴        | ۱       | ۲       | ۶    | ۷    | ۰٫۸۵۷ | ۸۹       | ۱۴۵      | ۰٫۶۱۴    |
| ۱۲   | کانادا              | ۳        | ۰       | ۳       | ۳    | ۹    | ۰٫۳۳۳ | ۱۳۵      | ۱۵۳      | ۰٫۸۸۲    |

### مسابقات برای مکان‌های ۸–۵
- میزبان:  توکیو، ژاپن

|      |           |          | مسابقات | مسابقات | ست‌ها | ست‌ها | ست‌ها  | امتیازها | امتیازها | امتیازها |
| رتبه | تیم       | امتیازها | برد     | باخت    | برد  | باخت | نسبت  | برد      | باخت     | نسبت     |
| ---- | --------- | -------- | ------- | ------- | ---- | ---- | ----- | -------- | -------- | -------- |
| ۵    | چین       | ۵        | ۲       | ۱       | ۷    | ۳    | ۲٫۳۳۳ | ۱۳۱      | ۱۱۲      | ۱٫۱۷۰    |
| ۶    | بلغارستان | ۵        | ۲       | ۱       | ۶    | ۵    | ۱٫۲۰۰ | ۱۱۷      | ۱۲۰      | ۰٫۹۷۵    |
| ۷    | کرهٔ جنوبی | ۴        | ۱       | ۲       | ۵    | ۶    | ۰٫۸۳۳ | ۱۴۱      | ۱۳۲      | ۱٫۰۶۸    |
| ۸    | برزیل     | ۴        | ۱       | ۲       | ۴    | ۸    | ۰٫۵۰۰ | ۱۳۰      | ۱۶۹      | ۰٫۷۶۹    |

### مسابقات برای مکان‌های ۴–۱
- میزبان:  توکیو، ژاپن

|      |                    |          | مسابقات | مسابقات | ست‌ها | ست‌ها | ست‌ها  | امتیازها | امتیازها | امتیازها |
| رتبه | تیم                | امتیازها | برد     | باخت    | برد  | باخت | نسبت  | برد      | باخت     | نسبت     |
| ---- | ------------------ | -------- | ------- | ------- | ---- | ---- | ----- | -------- | -------- | -------- |
| ۱    | اتحاد جماهیر شوروی | ۶        | ۳       | ۰       | ۹    | ۱    | ۹٫۰۰۰ | ۱۴۹      | ۷۰       | ۲٫۱۲۹    |
| ۲    | ژاپن               | ۴        | ۱       | ۲       | ۵    | ۶    | ۰٫۸۳۳ | ۱۲۴      | ۱۳۵      | ۰٫۹۱۹    |
| ۳    | کوبا               | ۴        | ۱       | ۲       | ۴    | ۶    | ۰٫۶۶۷ | ۱۰۰      | ۱۳۸      | ۰٫۷۲۵    |
| ۴    | لهستان             | ۴        | ۱       | ۲       | ۳    | ۸    | ۰٫۳۷۵ | ۱۲۳      | ۱۲۹      | ۰٫۹۵۳    |

#### نتایج
| ۲۲. نوامبر | مکزیک               | کانادا              | ۳:۱ |
|            | ایالات متحده آمریکا | مصر                 | ۳:۰ |
| ۲۳. نوامبر | مکزیک               | ایالات متحده آمریکا | ۳:۰ |
|            | مصر                 | کانادا              | ۳:۱ |
| ۲۴. نوامبر | ایالات متحده آمریکا | کانادا              | ۳:۱ |
|            | مکزیک               | مصر                 | ۳:۰ |

| ۲۷. نوامبر | چین       | کره جنوبی | ۳:۰ |
|            | بلغارستان | برزیل     | ۳:۰ |
| ۲۸. نوامبر | چین       | برزیل     | ۳:۰ |
|            | کره جنوبی | بلغارستان | ۳:۰ |
| ۲۹. نوامبر | برزیل     | کره جنوبی | ۳:۲ |
|            | بلغارستان | چین       | ۳:۱ |

| ۲۷. نوامبر | اتحاد جماهیر شوروی | کوبا   | ۳:۱ |
|            | لهستان             | ژاپن   | ۳:۲ |
| ۲۸. نوامبر | اتحاد جماهیر شوروی | لهستان | ۳:۰ |
|            | ژاپن               | کوبا   | ۳:۰ |
| ۲۹. نوامبر | کوبا               | لهستان | ۳:۰ |
|            | اتحاد جماهیر شوروی | ژاپن   | ۳:۰ |

## رده‌بندی نهایی
| رتبه | تیم                 |
| ---- | ------------------- |
| 1    | اتحاد جماهیر شوروی  |
| 2    | ژاپن                |
| 3    | کوبا                |
| ۴    | لهستان              |
| ۵    | چین                 |
| ۶    | بلغارستان           |
| ۷    | کرهٔ جنوبی           |
| ۸    | برزیل               |
| ۹    | مکزیک               |
| ۱۰   | ایالات متحده آمریکا |
| ۱۱   | مصر                 |
| ۱۲   | کانادا              |

| قهرمان جام جهانی ۱۹۷۷              |
| ---------------------------------- |
| · اتحاد جماهیر شوروی · دومین عنوان |

| فهرست ۱۲ نفره |
| ولادیمیر کوندرا، ویاچسلاو زایتسف، Vladimir Ulanov, Anatoliy Polishchuk, ولادیمیر چرنیشیوف، الکساندر بوریسوویچ ساوین، ویلیار لور، ولادیمیر دوروخوف، پاولس سلیوانوفس، اولگ مولیبوگا، فدیر لاشچونوف، Fedor Burchukov |
| سرمربی: |
| Viacheslav Platonov |

## جوایز
| - باارزش‌ترین بازیکن توماش ویتوویچ - بهترین اسپک زننده الکساندر بوریسوویچ ساوین - بهترین دفاع کننده میانی توماش ویتوویچ | - بهترین پاسور کاتسوتوشی نکودا - بهترین توپ گیرنده ویاچسلاو زایتسف - بهترین سرویس زننده هاروهیکو هاناوا |